# David Boykett
David Hebbert Boykett, född 19 augusti 1934, död 10 februari 2016, var en australisk roddare.
Boykett blev olympisk bronsmedaljör i åtta med styrman vid sommarspelen 1956 i Melbourne.